# Totenkopf (Kaiserstuhl)
Der Totenkopf im Landkreis Breisgau-Hochschwarzwald in Baden-Württemberg ist mit 556,8 m ü. NHN die höchste Erhebung des Mittelgebirges Kaiserstuhl.

## Name
Seinen Namen soll der Berg von den dort durchgeführten Hinrichtungen haben, die König Otto III. am 22. Dezember 994 während seines Gerichtstags in Leiselheim verhängte.

## Geographie und Landschaft
Der Totenkopf befindet sich rund 1,9 km östlich von Bickensohl, einem südöstlichen Stadtteil von Vogtsburg, und etwa 3,5 km westnordwestlich von Bötzingen. Der Berg selbst ist unter anderem auch von vielen Schwarzwaldgipfeln, wie dem Schauinsland oder dem Feldberg, gut erkennbar. Der Totenkopf, auf dem im Gegensatz zu den meisten Gebieten im Kaiserstuhl kein Wein angebaut wird, ist mit Mischwald bedeckt.

## Gipfelbereich und Türme
Der Gipfel des Totenkopfs besteht aus zwei annähernd gleich hohen Kuppen, deren Gipfel etwa 170 m voneinander entfernt liegen. Auf der etwas höheren Westkuppe befindet sich ein historischer Vermessungsstein und unweit südwestlich davon der Fernmeldeturm Vogtsburg-Totenkopf. Auf der Ostkuppe der Erhebung, dem Neunlinden-Buck (555 m ü. NHN), steht der Neunlindenturm, ein 1900 errichteter 14 m hoher Aussichtsturm, von dem die Aussicht zum Beispiel zum Schwarzwald genossen werden kann.(Lage)

## Anfahrt
Erreichbar ist der Gipfel unter anderem von Ihringen aus über Wanderwege, die über die Martinshöfe zum Lilienhof und von dort zum Totenkopf führen, oder auch über einen Wanderweg vom Ausflugslokal Lenzenberg vorbei am Neunlindenturm zum Totenkopf. Auch von der anderen Seite des Kaiserstuhls führen mehrere Wanderwege zum Berg, der von Oberrotweil aus auch über eine nicht öffentliche Straße erreicht werden kann.

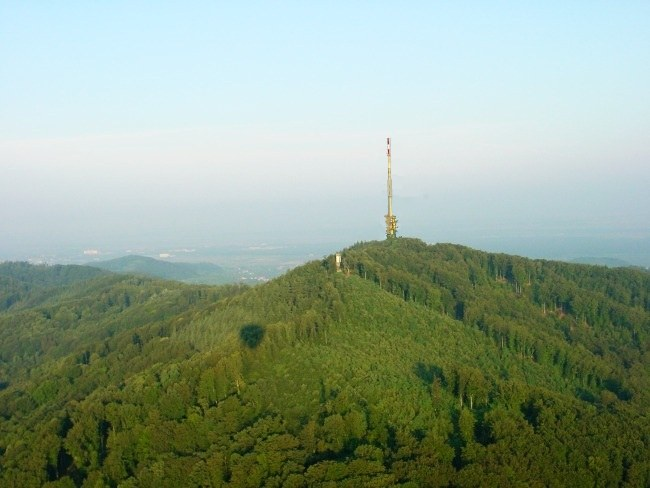
Gipfelregion mit Fernmeldeturm und Neunlindenturm
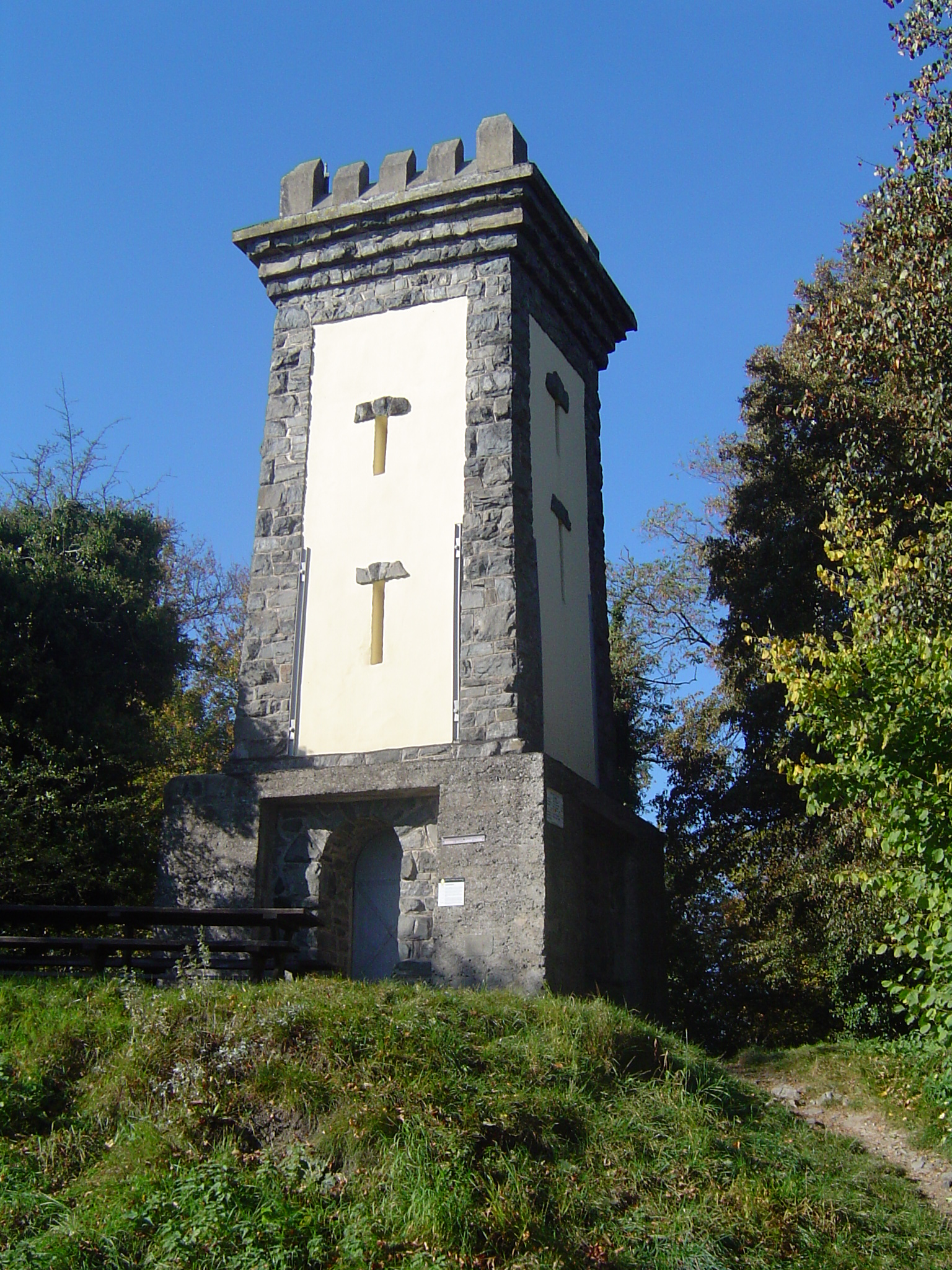
Neunlindenturm auf dem Neunlinden-Buck
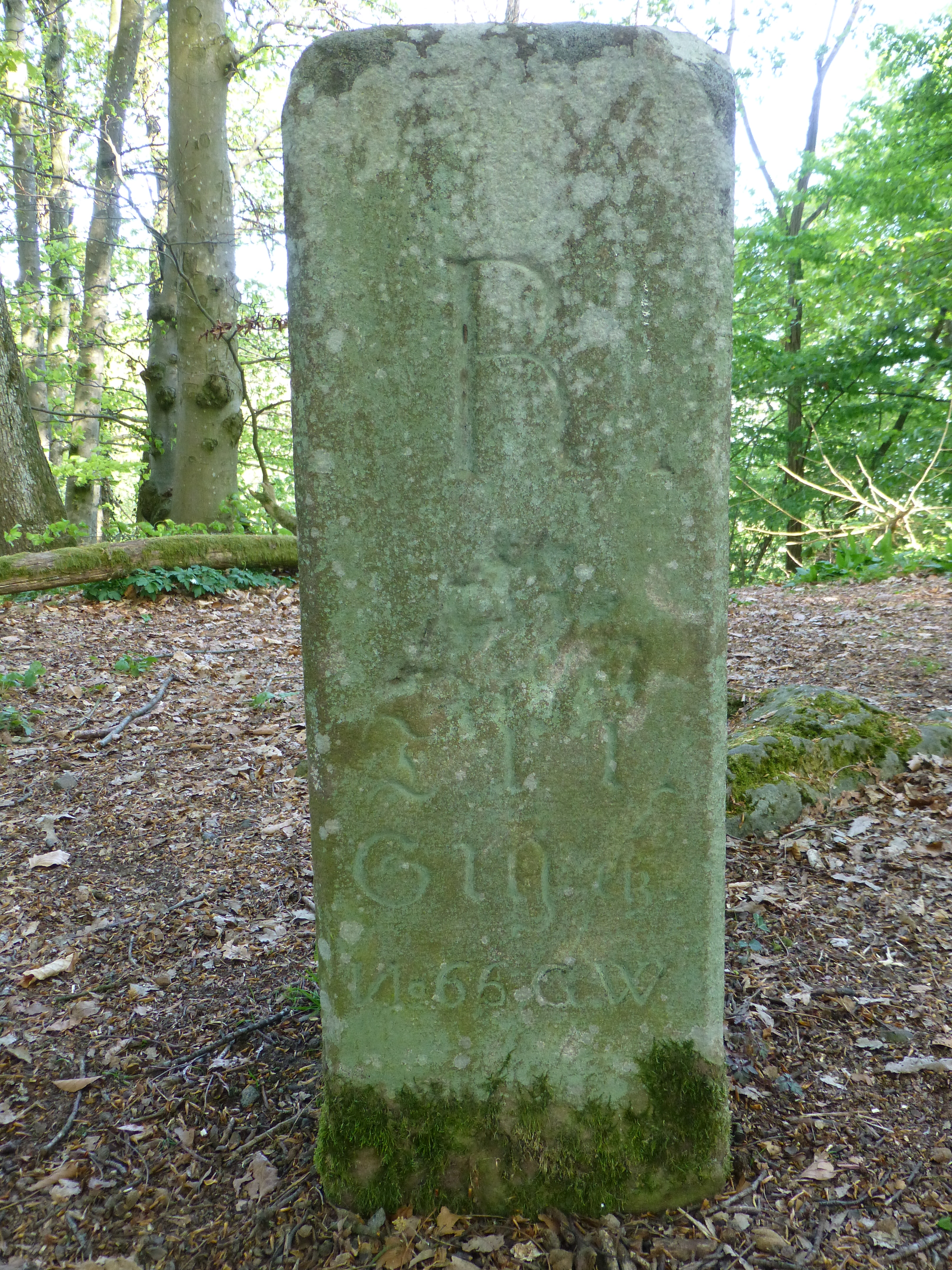
Historischer Vermessungsstein auf dem Gipfel des Totenkopfs